# Le sette cinesi d'oro
Pour plus de détails, voir Fiche technique et Distribution.
Le sette cinesi d'oro est un film d'espionnage italien sorti en 1967, réalisé par Vincenzo Cascino.

## Synopsis
Un scientifique est poursuivi par les agents secrets de toutes les puissances du monde, pour une découverte qu'il a faite. En réalité il s'agit d'un gaz hilarant.

## Fiche technique
- Titre italien : Le sette cinesi d'oro[2] ou Le 7 cinesi d'oro[3],[4]
- Réalisateur : Vincenzo Cascino
- Scénario : Giuseppe Pellegrini
- Musique : Gianni Ferrio
- Photographie : Antonio Piazza
- Montage : Cesare Bianchini
- Durée : 85 min
- Son : Giuseppe Mangione
- Costumes : Itala Giardina, Anna Benedetti
- Pays de production :  Italie
- Dates de sortie : 
  - Italie : 1967

## Distribution
Sauf indication contraire, les informations mentionnées dans cette section peuvent être confirmées par la base de données cinématographiques IMDb,  présente dans la section « Liens externes ».
- Vincenzo Cascino : Barbikian
- Gloria Paul : Esmeralda, la gitane
- Moa Tahi : la polynésienne
- Yôko Tani : la japonaise
- Antonella Steni : Simon, l'espagnole
- Seyna Seyn : la vietnamienne
- Ephi Hati : la cubaine
- Audrey Anderson
- Gilbert Cina
- Nestore Cavaricci : Bob